# Omul pictat
Omul pictat (2008) (titlu original The Painted Man - Marea Britanie / The Warded Man - SUA) este un roman fantasy al scriitorului american Peter V. Brett. Este prima parte a ciclului Demon și a fost publicat pe 1 septembrie 2008 în Marea Britanie de HarperCollins's. Varianta americană a apărut în SUA în martie 2009 sub titlul The Warded Man. Cartea a fost tradusă în numeroase țări, printre care Germania, Franța, Olanda, Spania, Portugalia, Italia, Canada, Mexic, Brazilia, Australia, Japonia, China, Rusia, India, Turcia sau Africa de Sud. Există și o versiune audio a cărții.

## Cadrul acțiunii
Evenimentele se petrec pe o lume similară celei a oamenilor. Odată cu căderea nopții, din pământ își fac apariția miezingii - demoni cu puteri magice, aparținând diferitelor elemente ale naturii (lemn, foc, piatră, nisip, vânt). Aceștia vânează toate ființele care nu sunt suficient de bine ascunse sau nu sunt protejate de glife - semne desenate într-un anumit fel și cu o anumită succesiune. În legendele oamenilor se vorbește despre vremurile de demult, în care războinicii cunoșteau glife cu ajutorul cărora putea lupta împotriva demonilor, dar care sunt demult pierdute. Singura lor speranță este sosirea Izbăvitorului, cel despre care se crede că va salva omenirea de miezingi.

## Intriga
Romanul urmărește poveștile a trei personaje, ale căror destine se vor împleti la sfârșit.
În urma unui atac al miezingilor, tânărul Arlen își pierde mama și o soră. Furios pe lașitatea tatălui său, care n-a avut curajul să înfrunte demonii, tânărul fuge de acasă. Cunoscător al glifelor, el reușește să-și creeze spații protejate peste noapte, rămânând ferit de miezingi. În urma unei confruntări, reușește chiar să taie brațul unui demon al pietrei. Pe drum, întâlnește un Mesager - un cunoscător al glifelor care are cercuri portabile de protecție și transportă mesaje și produse de la o localitate la alta. Acesta îl duce cu el în Miln, unul dintre Orașele Libere - așezări mari înconjurate de ziduri protejate de glife puternice. Intră ucenic la un Glifar, dar dorința lui este de a deveni Mesager. Văzând că toți care-i devin apropiați încearcă să-i abată gândul de la asta și să-l țină între 
zidurile protectoare ale Milnului, Arlen fuge și rătăcește prin lume, călătorind ca Mesager independent. Într-una dintre incursiunile în deșert, descoperă ruinele unuia dintre orașele vechi, despre care se credea că a dispărut. Acolo găsește o suliță acoperită de glife, precum și imagini reprezentând oameni cu trupul pictat cu glife necunoscute. Sulița se dovedește o armă redutabilă în fața miezingilor, iar Arlen vrea să o folosească pentru a se alătura locuitorilor din Krasia, singurii care încearcă să se opună demonilor. Unul dintre krasieni, Jadir, îi fură lancea și-l aruncă în deșert, sperând că va muri. Tânărul supraviețuiește și-și tatuează întreg corpul cu glifele descoperite în ruine, devenind aproape invincibil în fața miezingilor.
Leesha este o fată din alt sat, pe care mama dorește s-o mărite cu cel mai puternic tânăr din acele locuri. Fata îl iubește, dar când află că acesta se laudă cu faptul că s-ar fi culcat cu ea, decide să-l părăsească. I se alătură ca ucenică Brunei, Culegătoarea de Ierburi din sat. Talentul ei o ajută destul de repede să devină expertă în tratarea rănilor oamenilor și ajutorul ei este solicitat de o fostă ucenică a Brunei, care trăiește în Orașul Liber Angiers. Leesha pleacă să-și definitiveze învățătura în spital acesteia. Acolo îl cunoaște pe Rojer, un tânăr a cărui familie a fost ucisă de miezingi pe vremea când era copil. Luat sub aripa ocrotitoare a unui Saltimbanc, el devine extrem de apreciat pentru talentul de a cânta la scripcă. Moartea maestrului îl lasă fără slujbă și invidia altor Saltimbanci îl aduce într-o situație dramatică. Abia scapă cu viață din atacul unor miezingi și ajunge la spitalul Leeshei, de care se îndrăgostește.
Când fata află despre o epidemie care a izbucnit în satul ei și a ucis-o pe Bruna, își adună bagajele și pleacă într-acolo. Rojer se oferă s-o însoțească, dar cei doi sunt jefuiți pe drum de tâlhari. Lipsiți de apărare în fața miezingilor, sunt ajutați de un străin misterios cu corpul acoperit de glife - Arlen. Acesta îi ajută să ajungă în satul natal al Leeshei, care este devastat de epidemie și pe cale să fie pustiit de demoni. Cei trei ajută sătenii să organizeze apărarea și să-i învingă pe miezingi, ceea ce atrage admirația mulțimii față de Arlen, pe care-l consideră Izbăvitorul din legende.

### Cuprins
| Partea I - Pârâul lui Tibbet - 1 - După atac - 2 - Dacă ai fi fost tu - 3 - O noapte singur - 4 - Leesha - 5 - Casa prea plină - 6 - Secretele focului - 7 - Rojer - 8 - Către Orașele Libere - 9 - Fortul Miln Partea a II-a - Miln - 10 - Ucenicul | - 11 - Breșa - 12 - Biblioteca - 13 - Trebuie să mai fie și altceva - 14 - Drumul către Angiers - 15 - Cântă ca să faci avere - 16 - Atașamente Partea a III-a - Krasia - 17 - Ruinele - 18 - Ritual de inițiere - 19 - Primul Războinic din Krasia - 20 - Alagai'sharak - 21 - Doar un chin | - 22 - Spectacole în cătune - 23 - Renașterea - 24 - Ace și cerneală Partea a IV-a - Văiuga Tăietorului de Lemne - 25 - O schimbare de decor - 26 - Spitalul - 27 - Căderea nopții - 28 - Secrete - 29 - În lumina dinaintea zorilor - 30 - Molima - 31 - Lupta de la Văiuga Tăietorului de Lemne - 32 - Nu mai e a tăietorului de lemne |

## Personaje
- Arlen - băiat din cătunul Pârâul lui Tibbet care fuge de acasă după moartea unei surori și a mamei sale, deranjat de lașitatea tatălui său în fața miezingilor; după ce se specializează în realizarea glifelor, ajunge Mesager și descoperă ruinele unei așezări vechi, în care găsește glife antice de luptă pe care și le tatuează pe tot corpul, devenind aproape invincibil în fața miezingilor
- Leesha - fată din Văiuga Tăietorului de Lemne care intră ucenică la o Culegătoare de Ierburi; talentul ei o ajută să devină o bună vindecătoare, dar și să afle rețete pentru substanțe care pot fi folosite împotriva miezingilor
- Rojer - băiat din Podul Peste Fluviu care, după ce familia îi este măcelărită, devine ucenic Saltimbanc; talentul său de a cânta la scripcă se dovedește o armă împotriva miezingilor
- Ragen - Mesager din Miln care-l ajută pe Arlen să ajungă în Orașele Libere și să-și găsească un maestru
- Bruna - bătrână Culegătoare de Ierburi care devine maestra Leeshei
- Arrick Viers Dulce - Maestru Saltimbanc și herald al Ducelui Rhinebeck al Treilea din Angiers, care devine maestrul lui Rojer
- Elissa - soția lui Ragen
- Cob - Glifar din Miln care îl ia pe Arlen ca ucenic
- Mery - fiica Veghetorului Ronnell din Miln, care devine prietena lui Arlen
- Jaik - fiu de morar din Miln, care devine prieten cu Arlen
- Abban - negustor din Krasia
- Ahmann asu Hoshkamin am'Jardir era Sharum Ka - Primul Războinic al Krasiei, prieten cu Arlen până ajunge să-l trădeze ca să ia de la el o suliță glifată descoperită de acesta în ruinele din deșert
- Jeph - tatăl lui Arlen
- Rusco Porcu - negustor din Pârâul lui Tibbet
- Elona - mama Leeshei
- Erny - tatăl Leeshei, fabricant de hârtie
- Gared Cutter - cel mai chipeș băiat din Văiuga Tăietorului de Lemne, care și-o dorește de soție pe Leesha
- Darsy - fostă ucenică a Brunei, nu foarte pricepută în meseria de Culegătoare de Ierburi
- Vika - fostă ucenică a Brunei, care și-a deschis un spital în Angiers, la care va lucra o vreme și Leesha
- Jasin - Maestru Saltimbanc din Angiers, rival al lui Arrick

## Opinii critice
Iosua S. Hill de la Fantasy Book Review crede că Omul pictat „este mai mult decât un simplu roman care te face să-ți pese de personaje și de ceea ce se va întâmpla, este un roman care are șansa de a deveni începutul unei serii clasice”. Deși găsește unele minusuri, în special folosirea unor stereotipii ale operelor fantasy, Tammy Moore de la SF Site declară că „merită cu siguranță citit și pare pregătit să devină o bornă în seriile fantasy epice”.
Justin Landon laudă proza lui Brett: „curge natural, iar scenele de acțiune nu par forțate. Lumea sa și sistemul magic sunt bine construite, aflându-se într-un antagonism armonios. Personajele sunt bine creionate, determinând cititorul să se teamă pentru ele, pentru ca în clipa următoare să le aclame. [...] Singura mea plângere în legătură cu romanul este că, atunci când ajungi la final, ai impresia că ai citit un prolog lung”.